# آلبرتینا راش
آلبرتینا راش (انگلیسی: Albertina Rasch؛ ‏ ۱۹ ژانویهٔ ۱۸۹۱ – ۲ اکتبر ۱۹۶۷) هنرمند رقص، طراح رقص و بالرین اتریشی‌الاصل اهل ایالات متحده آمریکا بود. وی اجراهای هنری خود را پیش از سن ۱۴ سالگی آغاز کرد و در سال ۱۹۲۳ نخستین استودیوی رقص خود را در منهتن به راه انداخت که یکی از استادان آن بیل رابینسون بود که به هنرجویان تپ دنس یاد می‌داد. او در تعدادی از آثار فلورانز زیگفلد جونیور هنرنمایی کرد و با ژوزفین بیکر در مولن روژ برنامه اجرا کرد و به‌تدریجِ سبک خاص خود را تئاتر برادوی و فیلم‌های سینمایی ایجاد کرد.
از فیلم‌هایی که وی در آن نقش داشته‌است می‌توان به آواز یاغی، فایرفلای، ترانه ۱۹۳۶ برادوی، نمایش هالیوود ۱۹۲۹ و ماری آنتوانت اشاره کرد.